# William Whiston

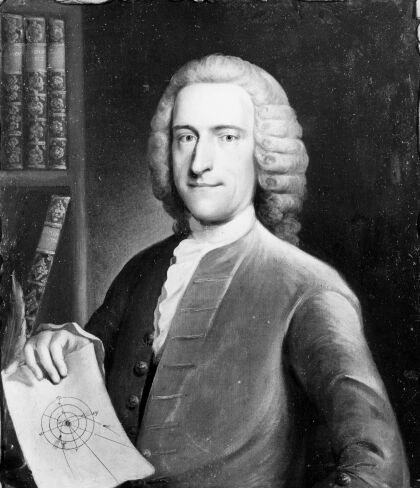
William Whiston z diagramem ilustrującym rolę komety w genezie potopu; umieszczony w pracy A New Theory of the Earth

William Whiston (ur. 9 grudnia 1667 w Norton-juxta-Twycross, zm. 22 sierpnia 1752 w Lyndon) – angielski matematyk, historyk, teolog; zwolennik unitarianizmu.

## Życiorys
William Whiston ukończył Clare College na Uniwersytecie Cambridge . W latach 1702–1710 był profesorem matematyki na katedrze Lucasa (ang. Lucasian Professor of Mathematics) Uniwersytetu Cambridge, zastępując na tym stanowisku Isaaca Newtona. Jego pierwsza praca A New Theory of the Earth, opublikowana w 1696, poruszała zagadnienia związane ze stworzeniem świata i potopem. Publikował swoje dzieła przede wszystkim w języku angielskim, a nie po łacinie, co spotykało się z krytyką władz, obawiających się, że jego heterodoksyjne poglądy trafią nie tylko do uczonych, ale także do ogółu społeczeństwa. Szczególne zaniepokojenie wzbudziły Sermons and Essays upon Several Subjects, wydane w 1709, zawierające niezawoalowaną pochwałę arianizmu. W 1710 został pozbawiony profesury i wydalony z Uniwersytetu ze względu na nauczanie herezji.

## Dzieła
Wybrane prace Williama Whistona:
- A New Theory of the Earth, From its Original, to the Consummation of All Things, Where the Creation of the World in Six Days, the Universal Deluge, And the General Conflagration, As laid down in the Holy Scriptures, Are Shewn to be perfectly agreeable to Reason and Philosophy., London 1696
- A Short View of the Chronology of the Old Testament, and of the Harmony of the Four Evangelists, Cambridge, 1702
- An Essay on the Revelation of Saint John, So Far as Concerns the Past and Present Times, 1706
- Arithmetica Universalis, 1707 (redakcja tekstu Isaaca Newtona)
- Praelectiones Astronomicae Cantabrigiae in Scholis Habitae, London, 1707
- Sermons and Essays upon Several Subjects, London, 1709
- Praelectiones Physico-mathematicae Cantabrigiae, in Scholis Publicis Habitae, 1710
- Primitive Christianity Revived, 1711–1712
- A New method of Discovering the Longitude at Sea and Land, Humbly Proposed to the Consideration of the Publick, London 1714 (współautor: H. Ditton)
- Astronomical Lectures, 1715
- Astronomical Principles of Religion, Natural and Reveal'd, 1717
- The longitude and latitude found by the inclinatory or dipping needle: wherein the laws of magnetism are also discovered; To which is prefix'd, an historical preface; and to which is subjoin'd, Mr.Robert Norman's New attractive, or account of the first invention of the dipping needle, London 1721
- Life of Samuel Clarke, 1730
- The Astronomical Year: Or an Account of the Great Year MDCCXXXVI. Particularly of the Late Comet, Which was foretold by Sir Isaac Newton..., London, 1737
- Primitive New Testament, 1745
- Memoirs of the Life and Writings of Mr. William Whiston. London, 1753
- 1 and 2. :Elementa Euclidea Geometriae planae AC solidae selecta EX Archimede theoremata ejusdemque Trigonometria plana, Venedig 1746 (współautor: Andreas Tacquet)
- The Works of Flavius Josephus, the Learned and Authentic Jewish Historian and Celebrated Warrior
- An Experimental Course of Astronomy; Proposed by Mr. Whiston and Mr. Hauksbee